# Progressive house
Progressive house of progressive, soms prog, is een benoeming voor een muziekstijl die zeer in de buurt van trance ligt en onder house valt.

## Geschiedenis
Progressive ontstond in het begin van de jaren negentig in het Verenigd Koninkrijk. Een van de eerste tracks die kan worden gezien als progressive house was de track Not forgotten (1990) van Leftfield. Ook Take me higher van Evolution was een van de vroeger progressive tracks. De stijl werd opgepikt door enkele house-dj's. Een van de belangrijkste dj's die ermee aan de haal ging was Sasha, die tot op de dag van vandaag een grote rol speelt. Met zijn dj-sets in de Britse club Renaissance werd hij een belangrijke ambassadeur voor het genre. Producer William Orbit pikt het genre ook op begint producers ruimte te geven op zijn Guerilla Records. Het genre brak in de periode 1991-1992 door naar een groter publiek met clubhits als Intoxication van React 2 Rhythm, Eterna van Slam, Song of life van Leftfield, Passion van Gat Decor en De Niro van Disco Evangelists. 
Een mijlpaal in het bestaan van progressive was het album Gargantuan (1993) van de groep Spooky. Op dit album werd een landschap aan klanken en sferen neergezet die later vaker als palet werd gebruikt voor nieuwe producties. Ook invloedijk was Renaissance: The Mix Collection van Sasha en John Digweed waarop ze progressive house in de breedste zin van het woord mixen met aanverwante stijlen. Het gaf een sfeerbeeld weer van de dj-sets in de Renaissance. Andere groepen die bijdragen deden zijn D.O.P., Lionrock, The Grid, Drum Club en Fluke.
In 1995 leek het genre wat in populariteit in te zakken en begon de eerste generatie producers enigszins af te haken. Enkele nieuwelingen namen het voortouw over en lieten meer invloeden uit trance toe. Way Out West was met de single Ajare (1994) een vernieuwer en ook de groep Tilt had enkele bescheiden successen. Maar een belangrijke impuls kwam uit de Verenigde Staten van producer Brian Transeau (BT). Deze bracht eind 1995 het album Ima uit dat de erfenis van progressive house aanvulde met zeer stevige trancegeluiden maar ook invloeden uit deephouse. Het album werd in 2002 door Muzik magazine gezien als een van de belangrijkste albums in de geschiedenis van dancemuziek. Uit de Verenigde staten kwam in deze periode ook het minder bekende Deepsky. Dj's als Dave Seaman en Nick Warren (onderdeel van Way out west) worden in de late jaren negentig belangrijke ambassadeurs.
Toen in 1999/2000 trance weer erg populair werd kwam in de slipstream daarvan ook progressive opnieuw onder de aandacht. Veel trance-dj's begonnen in deze periode hun sets breder te maken met progressive-invloeden. Met albums als Intensify (2001) van Way Out West, Airdrawndagger (2002) van Sasha stond progressive (vanaf die tijd doorgaans zonder house erachter) weer in het middelpunt van de belangstelling voor muziekmedia. Het genre krijgt in die periode ook impulsen vanuit de breakbeat. Daarvan waren acts als Hybrid en Layo & Bushwacka! de belangrijkste representanten. Ook de Nederlandse Junkie XL en Jaimy & Kenny D waren in deze periode in de progressive actief. Dj's die in deze golf bekend werden zijn Danny Howells en Hernán Cattáneo. 
Halverwege de jaren nul werd James Holden met zijn label Border Community een van de invloedrijkste vernieuwers in het genre. Hij liet daarmee progressive aanschuren tegen genres als minimal en electro. Van zijn label brak Nathan Fake door met singles als Outhouse (2003) en The sky was pink (2004). Van die laatste werd een remix door Holden een danceklassieker. Invloedrijk bleef ook Sasha, die in 2004 de compilatie Involver op de markt bracht. Deze draagt ook bij aan de doorbraak van de Australische formatie Lostep.

## Kenmerken
Het is een muziekstijl die gebaseerd is op een ritme met daarover melodieën en stem, de nadruk ligt vooral op de melodieën. Progressive house wordt vaak in een adem genoemd met trance en de stijlen hebben de nodige overeenkomsten. Het verschil tussen progressive house en trance is dat er bij progressive house geen euforische melodieën zijn maar eerder zweverige of dromerige (en vaak donkere) melodieën met daaronder een (tech)housebeat. Vaak ligt het tempo bij trance ook een stuk hoger. Qua oorsprong hebben beide stijlen ook andere roots. Trance heeft zijn wortels in Duitsland en is ontstaan uit techno. Progressive kan gezien worden als een Britse tegenhanger en heeft zijn wortels meer in de housemuziek. 

## Plaatsbepaling
De plaats van oorsprong is moeilijk te bepalen daar elementen uit de progressive komen uit verschillende muziekstijlen zoals o.a. techno, minimal, house, deep house, tech house en trance. De grens tussen deze verschillende genres is dan soms ook erg klein en is steeds moeilijker te definiëren. Vaak hangt genrebepaling ook af van de subscene waarvan een producer bij hoort of een beweging waar deze deel van uitmaakt .

## Bekende progressive-house-dj/producers
- Alan Walker
- Avicii
- Chicane
- Dave Seaman
- Deadmau5
- Eric Prydz (als Pryda)
- Fragma
- Gabriel & Dresden
- Gui Boratto
- John Digweed
- Martin Garrix
- Miss Monique, de hoogst gewaardeerde vrouwelijke progressieve house artiest in Europa[1][2][3]
- Nicky Romero
- Rui da Silva
- Sander Kleinenberg
- Sasha

## Big room/anthem house
Door de jaren heen is er veel verwarring ontstaan in het genre. Zo worden vroegere progressive producers die tegenwoordig niet eens meer zo progressive zijn, nog steeds progressive house genoemd door hun roots. Swedish House Mafia heeft hierop erg veel invloed gehad, met een sound die erg veel electro-invloeden, maar ook erg veel uplifting trance-elementen kent. Producers als Avicii ontwikkelden het nog meer.
Een andere oorzaak voor deze verwarring is de site Beatport. Veel bigroom en anthem house wordt nog steeds onder progressive gerekend in de progressive house top 100. Sinds september 2016 maakt Beatport een onderscheid tussen progressive en big room. Met deze update is het labelen van de genres sterk verbeterd.
Veel tranceproducers produceren tegenwoordig ook in dit genre, met een sound met iets meer trance-invloeden.
Het geluid dat vaak met progressive house wordt verward is een melodische vorm, eigenlijk ook de oudere, van big room house. Net zoals het festivalgerichte big-roomgeluid, focust dit zich op vrij snelle build ups, die leidden naar een breakdown, wat op een gegeven moment leidt tot de climax, oftewel de drop. Het verschil tussen deze vorm van big room house en bijvoorbeeld de big room house sound in 'Animals' van Martin Garrix, is dat de nummers melodischer zijn. 

### Bekende melodische bigroom/anthemhouse-dj's/producers
- Swedish House Mafia
- Hardwell
- Dannic
- Alesso
- Sebastian Ingrosso
- Steve Angello
- Axwell
- Armin van Buuren
- Above & Beyond
- Martin Garrix
- Tiësto
- W&W (duo)
- Avicii